# Sojuz 35
Sojuz 35 è la denominazione di una missione della navicella spaziale Sojuz verso la stazione spaziale sovietica Saljut 6 (DOS 5). Si trattò del trentaquattresimo volo equipaggiato di questa capsula, del cinquantaseiesimo volo nell'ambito del programma Sojuz sovietico nonché dell'undicesimo volo equipaggiato verso la predetta stazione spaziale  (il nono equipaggiato - a causa degli insuccessi della Sojuz 25 e Sojuz 33 - che riuscì effettivamente a svolgere la manovra di aggancio). Prima di questa missione si era agganciata alla Saljut la navicella di tipo nuovo „Sojuz T“ durante la missione priva di equipaggio Sojuz T-1 che aveva riportato la predetta stazione spaziale su una traiettoria d'orbita più alta grazie all'accensione controllata del suo motore principale.

## Equipaggio

### Equipaggio principale
| Ruolo                                     | Equipaggio al lancio                          | Equipaggio all'atterraggio              |
| ----------------------------------------- | --------------------------------------------- | --------------------------------------- |
| Comandante                                | Leonid Popov, GCTC Saljut 6 EO-4 Primo volo   | Valerij Kubasov, NPOE Terzo volo        |
| Ingegnere di volo/ Cosmonauta ricercatore | Valerij Rjumin, NPOE Saljut 6 EO-4 Terzo volo | Bertalan Farkas, Intercosmos Primo volo |

### Equipaggio di riserva
| Ruolo             | Equipaggio            | Equipaggio            |
| ----------------- | --------------------- | --------------------- |
| Comandante        | Vjačeslav Zudov, GCTC | Vjačeslav Zudov, GCTC |
| Ingegnere di volo | Boris Andreev, NPOE   | Boris Andreev, NPOE   |

## Missione
A bordo della Sojuz 35 venne lanciato il quarto equipaggio base della stazione spaziale sovietica di carattere scientifico Saljut 6. Pertanto questa missione viene spesso catalogata sotto la denominazione di Saljut 6 E0-4. Nel periodo di permanenza a bordo dell'equipaggio base, la stessa venne visitata da più missioni. L'inizio venne fatto dal quinto equipaggio del programma Intercosmos (missione catalogata pure sotto la denominazione di Saljut 6 EP-5), lanciato a bordo della Sojuz 36 e composto da Valerij Nikolaevič Kubasov e dall'ungherese Bertalan Farkas. Questo equipaggio atterrò a bordo della capsula della Sojuz 35, continuando con l'ormai solita procedura di scambio di navicella spaziale onde consentire una permanenza prolungata in orbita dell'equipaggio base della stazione spaziale. Seguì la visita del primo equipaggio lanciato a bordo della navicella di nuovo tipo "Sojuz T" durante la missione Sojuz T-2 che fu composto da Jurij Vasil'evič Malyšev e Vladimir Viktorovič Aksënov. Tutte le missioni che visitarono la stazione spaziale vennero catalogate distinguendo esclusivamente il carattere dell'equipaggio, cioè se base o ospite, indipendentemente dal tipo di navicella impegnata per la missione. Pertanto la citata prima missione equipaggiata della Sojuz T viene catalogata pure sotto la denominazione di Saljut 6 EP-6. Seguì la visita del sesto equipaggio del programma Intercosmos (missione catalogata sotto la denominazione di Saljut 6 EP-7) lanciato a bordo della Sojuz 37 e composto da Viktor Vasil'evič Gorbatko e dal cosmonauta originario del Vietnam Phạm Tuân. Anche in quest'occasione avvenne lo scambio di navicella e pertanto la Sojuz 37 rimase a disposizione dell'equipaggio base, mentre l'equipaggio ospite del programma Intercosmos atterrò a bordo della Sojuz 36. L'ultima visita venne effettuata dall'equipaggio della Sojuz 38, la settima missione del programma Intercosmos, che fu composto da Jurij Romanenko e dal cosmonauta di origine cubana Arnaldo Tamayo Méndez. Questa missione viene catalogata con la denominazione di Saljut 6 EP-8. In questo caso non avvenne lo scambio di navicella.
Originariamente fu previsto che Valentin Vital'evič Lebedev avrebbe assunto l'incarico di ingegnere di bordo assieme al comandante Popov. Un intervento chirurgico al ginocchio in seguito ad una ferita contratta durante dei salti sul trampolino (che faceva parte dell'addestramento da cosmonauta), ne causò la sua sostituzione. Venne pertanto nominato il cosmonauta Rjumin, il quale era ritornato a terra con l'ultima navicella atterrata prima di questa missione (la Sojuz 34 atterrata ad agosto del 1979) ed era stato membro del precedente equipaggio base della stazione spaziale.
Quando l'equipaggio entrò a bordo della Saljut 6, Rjumin si accorse che i due oblò della sezione di transito avevano perso la loro trasparenza. Inoltre notò la presenza di numerosi graffi dovuti all'impatto con micrometeoroidi e detriti spaziali.
I cosmonauti sostituirono diversi componenti del sistema di pilotaggio della stazione spaziale nonché vari strumenti vitali e dei sistemi sopravvivenza. Installarono pure un nuovo sistema di azionamento cronometrico e di avvertenza pericolo che consentì di sincronizzare gli orologi di bordo con gli orologi del centro di controllo di volo (TsUP). Inoltre venne montato un nuovo accumulatore di energia del peso di 80 kg e sostituito i serbatoi d'aria respiratoria (la "classica" miscela ossigeno/azoto) della Progress 8. L'equipaggio Saljut EO-4 venne visitato durante la loro permanenza a bordo della stazione da tre ulteriori navicelle di trasporto e da carico del tipo Progress: la Progress 9, 10 e 11.
I cosmonauti Popov e Rjumin atterrarono a bordo della Sojuz 37 l'11 ottobre 1980. La stazione spaziale invece continuò, fino all'aggancio della Sojuz T-3 avvenuto il 12 novembre, a rimanere operativa in regime automatico.
L'equipaggio raggiunse un nuovo record di permanenza a bordo di una stazione spaziale, essendo rimasto in orbita per 4.436 ore e 12 minuti (equivalente a 184 giorni, 20 ore e 12 minuti). Per Valerij Rjumin, che si trovava alla sua terza esperienza nello spazio, la conclusione della missione significò che aveva ulteriormente aumentato il suo record mondiale di ore di volo nello spazio, avendo raggiunto (fino allora) 8.885 ore e 34 minuti (equivalente a 361 giorni 21 ore e 34 minuti) di volo. Rjumin infatti ritornerà ancora una volta nello spazio: nel 1998 a bordo dello Space Shuttle statunitense Discovery durante la missione STS-91

## Ulteriori dati di volo
- Atterraggio equipaggio originale: 11 ottobre 1980 a bordo di Sojuz 37 09:50 UTC 180 km a sud-est di  Dzhezkazgan, RSS di Kazakistan
- Durata per l'equipaggio originale: 184 giorni, 20 ore, 11 min, 38 s.
- Orbite terrestri per l'equipaggio originale: ?
- Denominazione Astronomica Internazionale: 1980-27

I parametri sopra elencati indicato i dati pubblicati immediatamente dopo il termine della fase di lancio. Le continue variazioni ed i cambi di traiettoria d'orbita sono dovute alle manovre di aggancio. Pertanto eventuali altre indicazioni risultanti da fonti diverse sono probabili ed attendibili in considerazione di quanto descritto.